# 2010年のFIFAバロンドール
2010年のFIFAバロンドールの受賞者は2011年1月10日にスイス・チューリッヒで行われる授賞式で発表された。授賞式に先立ち2010年12月6日に各分野の上位3名が発表された。

## FIFAバロンドール
以下の3名は2010年のFIFAバロンドールの上位3名である。太字が受賞者である。
| 選手                   | 国籍         | 所属クラブ |
| ---------------------- | ------------ | ---------- |
| アンドレス・イニエスタ | スペイン     | バルセロナ |
| リオネル・メッシ       | アルゼンチン | バルセロナ |
| シャビ・エルナンデス   | スペイン     | バルセロナ |

### 統計
ノミネート23選手の得票率
| 順位 | 選手                                 | 国籍             | 所属クラブ                                  | 総得票率 | 監督票 | 主将票 | 記者票 |
| ---- | ------------------------------------ | ---------------- | ------------------------------------------- | -------- | ------ | ------ | ------ |
| 1    | リオネル・メッシ                     | アルゼンチン     | バルセロナ                                  | 22.65    | 9.72   | 8.55   | 4.38   |
| 2    | アンドレス・イニエスタ               | スペイン         | バルセロナ                                  | 17.36    | 5.39   | 4.44   | 7.53   |
| 3    | シャビ・エルナンデス                 | スペイン         | バルセロナ                                  | 16.48    | 5.34   | 5.17   | 5.96   |
| 4    | ヴェスレイ・スナイデル               | オランダ         | インテル                                    | 14.48    | 3.00   | 3.79   | 7.70   |
| 5    | ディエゴ・フォルラン                 | ウルグアイ       | アトレティコ・マドリード                    | 7.61     | 1.88   | 2.10   | 3.63   |
| 6    | クリスティアーノ・ロナウド           | ポルトガル       | レアル・マドリード                          | 3.92     | 2.40   | 1.12   | 0.41   |
| 7    | イケル・カシージャス                 | スペイン         | レアル・マドリード                          | 2.90     | 0.49   | 1.44   | 0.96   |
| 8    | ダビド・ビジャ                       | スペイン         | バレンシア / バルセロナ                     | 2.25     | 0.76   | 0.54   | 0.94   |
| 9    | ディディエ・ドログバ                 | コートジボワール | チェルシー                                  | 1.68     | 0.60   | 1.03   | 0.05   |
| 10   | シャビ・アロンソ                     | スペイン         | レアル・マドリード                          | 1.52     | 0.52   | 0.79   | 0.22   |
| 11   | カルレス・プジョル                   | スペイン         | バルセロナ                                  | 1.43     | 0.49   | 0.82   | 0.12   |
| 12   | サミュエル・エトオ                   | カメルーン       | インテル                                    | 1.37     | 0.25   | 0.76   | 0.36   |
| 13   | メスト・エジル                       | ドイツ           | ヴェルダー・ブレーメン / レアル・マドリード | 1.21     | 0.41   | 0.49   | 0.31   |
| 14   | アリエン・ロッベン                   | オランダ         | バイエルン・ミュンヘン                      | 1.16     | 0.33   | 0.54   | 0.29   |
| 15   | トーマス・ミュラー                   | ドイツ           | バイエルン・ミュンヘン                      | 0.91     | 0.65   | 0.14   | 0.12   |
| 16   | バスティアン・シュバインシュタイガー | ドイツ           | バイエルン・ミュンヘン                      | 0.75     | 0.16   | 0.52   | 0.07   |
| 17   | マイコン                             | ブラジル         | インテル                                    | 0.57     | 0.27   | 0.30   | 0.00   |
| 18   | アサモア・ジャン                     | ガーナ           | スタッド・レンヌ / サンダーランド           | 0.46     | 0.11   | 0.08   | 0.26   |
| 19   | セスク・ファブレガス                 | スペイン         | アーセナル                                  | 0.22     | 0.03   | 0.19   | 0.00   |
| 19   | ジュリオ・セザル                     | ブラジル         | インテル                                    | 0.22     | 0.11   | 0.11   | 0.00   |
| 21   | ミロスラフ・クローゼ                 | ドイツ           | バイエルン・ミュンヘン                      | 0.19     | 0.05   | 0.11   | 0.02   |
| 22   | ダニエウ・アウヴェス                 | ブラジル         | バルセロナ                                  | 0.05     | 0.00   | 0.05   | 0.00   |
| 22   | フィリップ・ラーム                   | ドイツ           | バイエルン・ミュンヘン                      | 0.05     | 0.05   | 0.00   | 0.00   |

最多ノミネートクラブ
- バルセロナ: 6人

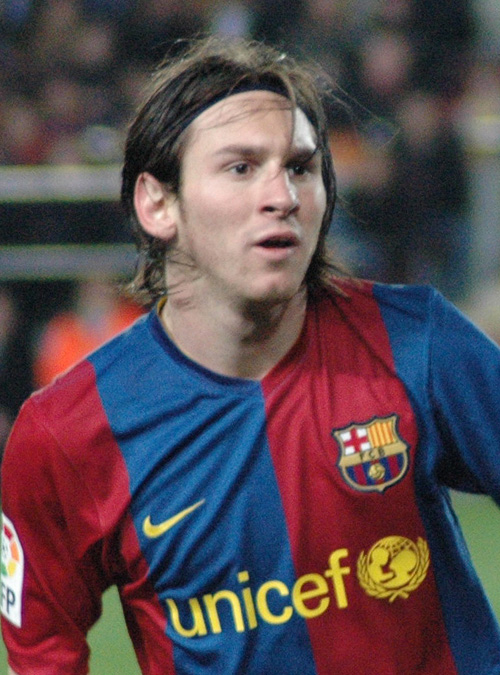
受賞したリオネル・メッシ

- バイエルン・ミュンヘン: 5人
- インテル: 4人
- レアル・マドリード: 4人

最多ノミネート国
- スペイン : 7人
- ドイツ : 5人
- ブラジル : 3人

最多ノミネートリーグ
- リーガ・エスパニョーラ : 11人

## FIFA女子最優秀選手賞

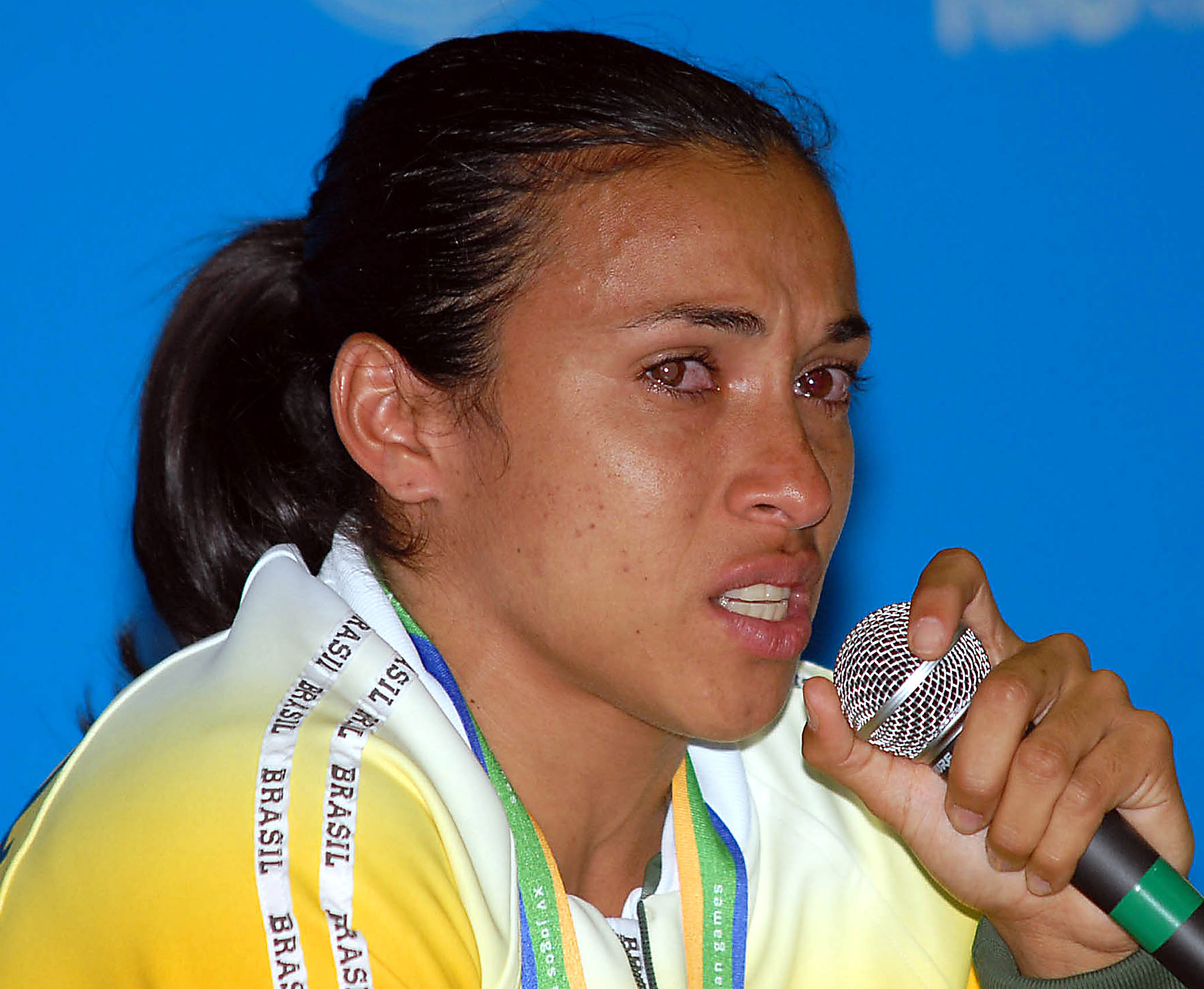
受賞したマルタ

以下の3名は2010年のFIFA女子世界年間最優秀選手賞の上位3名である。太字が受賞者である。
| 選手                   | 国籍     | 所属クラブ           |
| ---------------------- | -------- | -------------------- |
| ファトミレ・バイラマイ | ドイツ   | トゥルビネ・ポツダム |
| マルタ                 | ブラジル | ゴールド・プライド   |
| ビルギット・プリンツ   | ドイツ   | フランクフルト       |

### その他の候補者
2010年10月26日に10名の候補者が発表された。
| 選手                     | 国籍           | 所属クラブ                                      |
| ------------------------ | -------------- | ----------------------------------------------- |
| カミーユ・アビリー       | フランス       | ゴールド・プライド / オリンピック・リヨン       |
| 池笑然                   | 韓国           | 漢陽女子大学                                    |
| カロリーネ・セーゲル     | スウェーデン   | フィラデルフィア・インディペンデンス            |
| クリスティン・シンクレア | カナダ         | ゴールド・プライド                              |
| ケリー・スミス           | イングランド   | ボストン・ブレイカーズ                          |
| ホープ・ソロ             | アメリカ合衆国 | セントルイス・アスレティカ / アトランタ・ビート |
| アビー・ワンバック       | アメリカ合衆国 | ワシントン・フリーダム                          |

## FIFA男子最優秀監督賞

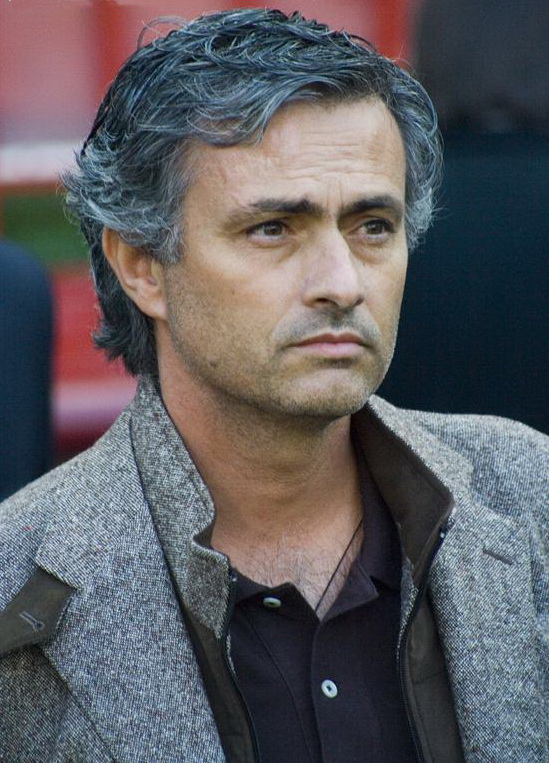
受賞したジョゼ・モウリーニョ

以下の3名は2010年のFIFA世界最優秀監督賞の上位3名である。太字が受賞者である。
| 監督                       | 国籍       | 指導チーム                    |
| -------------------------- | ---------- | ----------------------------- |
| ビセンテ・デル・ボスケ     | スペイン   | スペイン代表                  |
| ジョゼップ・グアルディオラ | スペイン   | バルセロナ                    |
| ジョゼ・モウリーニョ       | ポルトガル | インテル / レアル・マドリード |

### その他の候補者
2010年10月26日に10名の候補者が発表された。
| 監督                       | 国籍           | 指導チーム                   |
| -------------------------- | -------------- | ---------------------------- |
| カルロ・アンチェロッティ   | イタリア       | チェルシー                   |
| アレックス・ファーガソン   | スコットランド | マンチェスター・ユナイテッド |
| ヨアヒム・レーヴ           | ドイツ         | ドイツ代表                   |
| オスカル・タバレス         | ウルグアイ     | ウルグアイ代表               |
| ルイス・ファン・ハール     | オランダ       | バイエルン・ミュンヘン       |
| ベルト・ファン・マルワイク | オランダ       | オランダ代表                 |
| アーセン・ヴェンゲル       | フランス       | アーセナル                   |

## FIFA女子最優秀監督賞

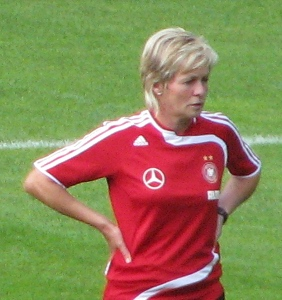
受賞したジルフィア・ナイト

以下の3名は2010年のFIFA世界女子年間最優秀監督賞の上位3名である。太字が受賞者である。
| 監督               | 国籍         | 指導チーム         |
| ------------------ | ------------ | ------------------ |
| マレン・マイナート | ドイツ       | U-20ドイツ代表     |
| ジルフィア・ナイト | ドイツ       | ドイツ代表         |
| ピア・スンドハーゲ | スウェーデン | アメリカ合衆国代表 |

### その他の候補者
2010年10月26日に10名の候補者が発表された。
| 監督                             | 国籍           | 指導チーム           |
| -------------------------------- | -------------- | -------------------- |
| ブルーノ・ビニ                   | フランス       | フランス代表         |
| チェ・インチョル                 | 韓国           | U-20韓国代表         |
| アルバーティン・モントーヤ       | アメリカ合衆国 | ゴールド・プライド   |
| ホープ・パウエル                 | イングランド   | イングランド代表     |
| 佐々木則夫                       | 日本           | 日本代表             |
| ベルント・シュレーダー           | ドイツ         | トゥルビネ・ポツダム |
| ベアトリス・フォン・ジーベンタル | スイス         | スイス代表           |

## FIFA/FIFProワールドイレブン
| ポジション | 選手                       | 国籍         | 所属クラブ              |
| ---------- | -------------------------- | ------------ | ----------------------- |
| GK         | イケル・カシージャス       | スペイン     | レアル・マドリード      |
| DF         | マイコン                   | ブラジル     | インテル                |
| DF         | ジェラール・ピケ           | スペイン     | バルセロナ              |
| DF         | ルシオ                     | ブラジル     | インテル                |
| DF         | カルレス・プジョル         | スペイン     | バルセロナ              |
| MF         | シャビ・エルナンデス       | スペイン     | バルセロナ              |
| MF         | ウェズレイ・スナイデル     | オランダ     | インテル                |
| MF         | アンドレス・イニエスタ     | スペイン     | バルセロナ              |
| FW         | リオネル・メッシ           | アルゼンチン | バルセロナ              |
| FW         | ダビド・ビジャ             | スペイン     | バレンシア / バルセロナ |
| FW         | クリスティアーノ・ロナウド | ポルトガル   | レアル・マドリード      |

## FIFAプスカシュ賞
| 選手                     | 国籍   | 所属クラブ             |
| ------------------------ | ------ | ---------------------- |
| ハミト・アルティントップ | トルコ | バイエルン・ミュンヘン |

## FIFAフェアプレー賞
- U-17ハイチ女子代表

## FIFA会長賞
- デズモンド・ムピロ・ツツ